# Much
Much település Németországban, azon belül Észak-Rajna-Vesztfália tartományban. Lakosainak száma 14 953 fő (2023. december 31.).

## Népesség
A település népességének változása:
| Lakosok száma | 8742 | 14 106 | 14 319 | 14 374 | 14 577 | 14 758 | 14 953 |
|               | 1975 | 2014   | 2017   | 2019   | 2021   | 2022   | 2023   |